# MC Jin
Pour les articles homonymes, voir Jin.
MC Jin, de son vrai nom Jin Au-Yeung, né le 4 juin 1982 à Miami en Floride, est un rappeur et acteur américain d'origine chinoise,,, du groupe Ruff Ryders.

## Biographie

### Jeunesse
Jin Au-Yeung est né le 4 juin 1982, à Miami en Floride, d'immigrés chinois et de descendances hakka,. Il grandit et est scolarisé à Miami où ses parents tiennent un restaurant chinois. Étudiant au John F. Kennedy Middle School de North Miami Beach, Jin participe à plusieurs battles avec ses pairs. Après la fin de ses études en 2000, Jin décide de passe à autre chose et de s'installer avec sa famille dans le Queens à New York, en 2001.

### Freestyle Friday(2001)
Au-Yeung se lance dans des freestyles et dans la vente de mixtapes dans la rue, dans des clubs de hip-hop et à d'autres endroits possibles. Lors d'une battle dans la rue, il est repéré par Kamel Pratt qui devient son manager et lance Crafty Plugz Entertainment. Il se popularise en participant à l'émission 106 and Park sur la chaîne américaine BET, plus particulièrement au segment Freestyle Friday. Il remporte sept battles consécutives, et accède au Freestyle Friday Hall of Fame.

### Ruff Ryders (2002–2005)
Après le Hall of Fame, Jin annonce sa signature au label Ruff Ryders. Son premier single sous Ruff Ryders s'intitule Learn Chinese. Il reprend la chanson Blind Man Can See It de James Brown (également samplé par Das EFX). Le second single extrait de l'album devait être I Got a Love en featuring avec Kanye West, mais ce sera finalement Senorita. L'album est originellement programmé pour l'été 2003, mais reporté pour plus d'un an par le label. En octobre 2004, Jin publie son premier album, The Rest Is History, qui atteint la 54e place du Billboard 200. Les deux singles, Learn Chinese et Senorita, n'atteignent pas un énorme succès. Néanmoins, le clip de son titre Learn Chinese est le premier diffusé sur MTV Chi.

### Après Ruff Ryders (2005–2008)
Le 23 avril 2005, Jin et le rappeur Serius Jones s'engagent dans une battle. La battle est incluse dans le DVD Fight Klub. Le 18 mai 2005, Jin révèle avoir mis sa carrière musicale en suspens dans le but d'explorer d'autres possibilités. Finalement, il publie une chanson intitulée I Quit, produit par Golden Child. Cette annonce est incomprise par l'ensemble du public et marque la fin de Jin. Cependant, il revient plus tard sous un différent nom, The Emcee, et joue sur plusieurs chansons comme Dear Summer de Jay-Z. Il publie ensuite son single Top 5 (Dead or Alive) dans lequel il explore l'histoire des plus grands rappeurs. Avec le label indépendant CraftyPlugz/Draft Records, Jin publie son second album, The Emcee's Properganda, le 25 octobre 2005.  Jin participe également à l'album Heroes of Earth de Leehom Wang. Ensemble, ils jouent Heroes of the Earth sur scène à Shanghai le 16 février 2006 dans un événement organisé par l'A&R Andrew Ballen. Ballen est le premier à faire jouer Jin dans son pays natal en 2003 à sa tournée The Rest is History.
Jin publie deux albums en 2006. Le premier, 100 Grand Jin, est une mixtape/album publiée le 29 août 2006. Le single extrait de l'album, FYI, possède son clip vidéo. Le second album au label et troisième album de Jin, s'intitule I Promise. Jin annonce travailler sur un nouvel album intitulé Birthdays, Funerals and Things in Between. Il publie une première chanson intitulée Open Letter to Obama le 24 avril 2007, qui deviendra l'une des huit chansons préférées du président américain sur MySpace.
Le 16 avril 2007, Jin publie une chanson dédiée au victimes du massacre de Virginia Tech intitulée Rain, Rain Go Away. Plus tard la même année, Jin annonce un album en ligne en novembre 2006, I Promise ; il est publié le 23 octobre 2007.

### Hong Kong (depuis 2008)
Jin collabore avec le rappeur malaisien Point Blanc pour la chanson One Day publiée en 2008,. En 2008, Jin part pour Hong Kong d'abord pour trois mois afin de faire la promotion de son nouvel album ABC. L'album est écrit et enregistré aux États-Unis en 2006.
Il publie son single Welcome to the Light Club sur Myspace. Jin se dit chrétien et baptisé dans sa chanson Welcome to the Light Club. Il participe à Millionaire de Far East Movement. Il participe à une chanson, World Premier produit par DJ Premier. Il collabore également avec le producteur Trendsetter (alias Mark Holiday).
Jin publie un album avec son ami Hanjin Tan en 2010. Le 10 juillet 2010, Jin collabore avec le chanteur Hanjin Tan (chinois : 陳奐仁) pour un autre album en chinois intitulé 買一送一. En décembre 2010, Jin se joint à Donald Tsang pour un clip vidéo de Noël intitulé Rap Now, 2010. La vidéo atteint plus de neuf millions de vues sur YouTube,.
À la fin de 2013, Jin signe un contrat avec le label The Great Company. Il y publie une première chanson, Hypocrite (The Gold Chapter). Le 21 décembre 2013, Jin publie son premier EP sous ce label, intitulé Hypocrite. Le 21 octobre 2014, il publie son premier album au label, intitulé XIV:LIX. L'album fait participer Teesa, Hollis, Stacie Bollman, Tim Be Told, Bére et Storm.

## Discographie

### Albums studio
- 2004 : The Rest Is History
- 2005 : The Emcee's Properganda
- 2006 : 100 Grand Jin
- 2006 : I Promise
- 2007 : I Promise
- 2007 : ABC

### Singles
- Learn Chinese featuring Wyclef Jean (2003)
- Senorita (2004)
- Top 5(Dead or Alive) (octobre 2005)
- FYI featuring YungMAC (2006)

### Singles non parus sur album
- Hater Hater (2006)
- Backpack Backpack (2006)
- So Sick (remix) - Ne-Yo featuring Jin (2006)
- Fuck Jay-Z (2006)
- Come Closer - Juggy D featuring Jin (2005)

## Filmographie
- 2020 : Monster Hunter de Paul W. S. Anderson
- 2019 : La Guerre des Cartels 2
- 2019 : Funeral Killers (沉默的證人) de Renny Harlin : Wei Zai